# Henk Wouda
Hendrik Gerben (Henk) Wouda (Leeuwarden 10 mei 1885 - Wassenaar 25 oktober 1946) was een Nederlands architect en meubelontwerper.

## Levensloop
Na zijn opleiding in Rotterdam aan de Academie voor Beeldende Kunsten en Technische Wetenschappen en in Den Haag aan de Academie voor Beeldende Kunsten werkt Wouda van 1910-1912 op het bureau van H.P. Berlage in Amsterdam. Hier zal hij zijn gevoel voor ruimtelijkheid en constructieve zuiverheid ontwikkelen, waarvan hij in latere jaren door zijn uiteenlopende ontwerpen zal getuigen.
In 1912 ontwerpt hij kort voor de Oosterbeekse meubelfabriek L.O.V. Toch besluit hij een rondreis te gaan maken door Duitsland en Oostenrijk, ongetwijfeld geïnspireerd door bekende tijdschriften als Dekoratieve Kunst, Deutsche Kunst und Dekoration en Das Interieur. Wouda volgt lessen in Leipzig. In München gaat hij werken voor de Pössenbacher Werkstätte bij Eduard Pfeiffer (1889-1929), architect en docent aan de 'Kunstgewerbeschule'. Het sterk stimulerend artistiek klimaat trekt hem bijzonder aan.

### De Haagse Stijl
Door het uitbreken van de Eerste Wereldoorlog moet Wouda in 1914 naar Nederland terugkeren, hij wordt sergeant. In 1916 vestigt hij zich als architect in Den Haag, een jaar later zal hij in dienst treden van de gerenommeerde meubelfirma H. Pander & Zonen te Den Haag (opgericht in 1863) als ontwerper op de afdeling Moderne Interieurkunst. Hij krijgt er de vrijheid een eigen monumentale stijl te ontwikkelen, duidelijk geïnspireerd door het werk van de Amerikaanse architect Frank Lloyd Wright maar is zeker ook door zijn Duitse periode sterk beïnvloed. Strakke, sobere ontwerpen zijn kenmerkend voor deze Haagse Stijl, ook wel Haags rationalisme of Nieuwe Haagse School genoemd. Verfijning weet Wouda te bereiken door een bijzonder kleurgebruik.

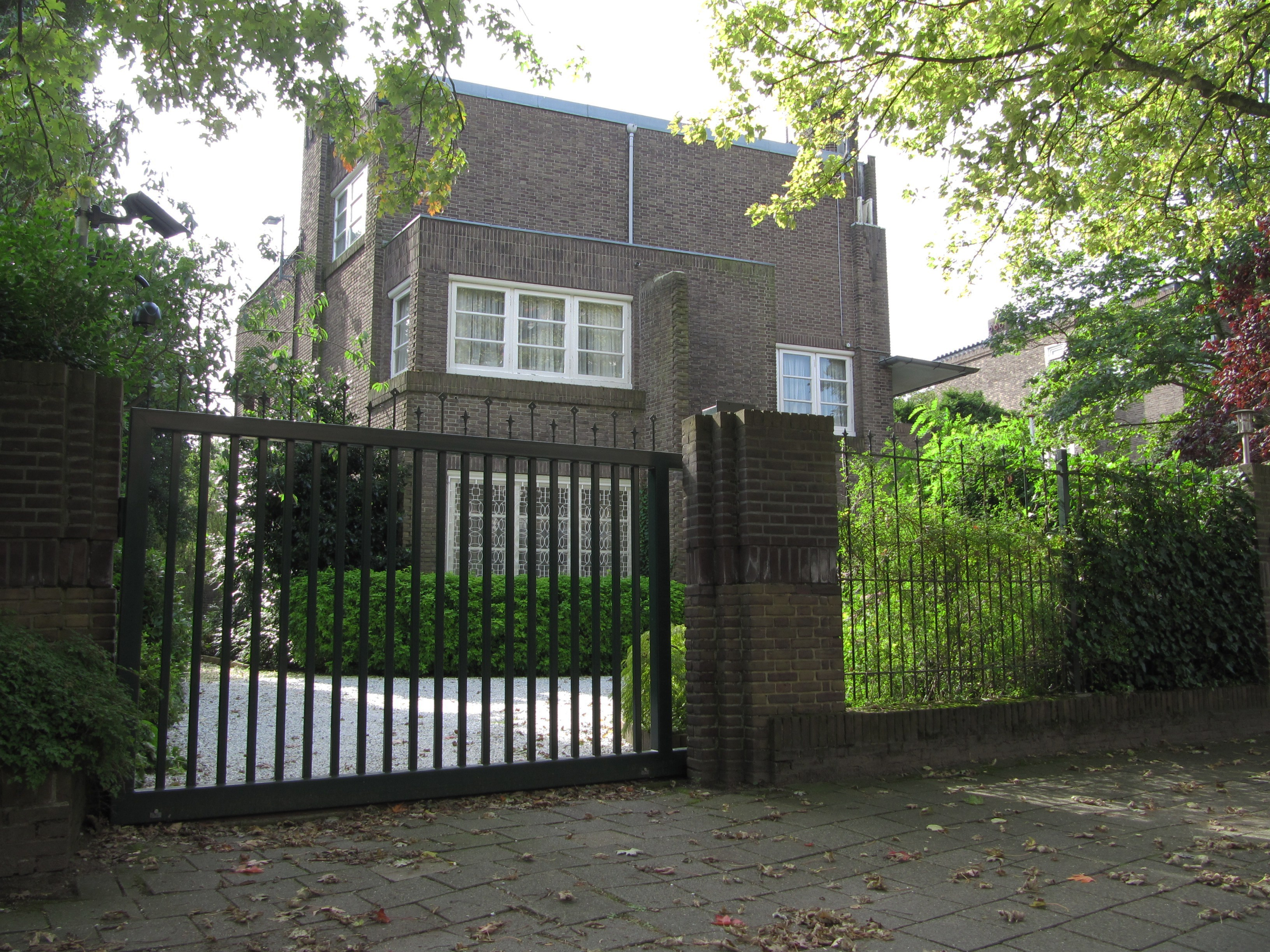
Gogelweg 20, Den Haag
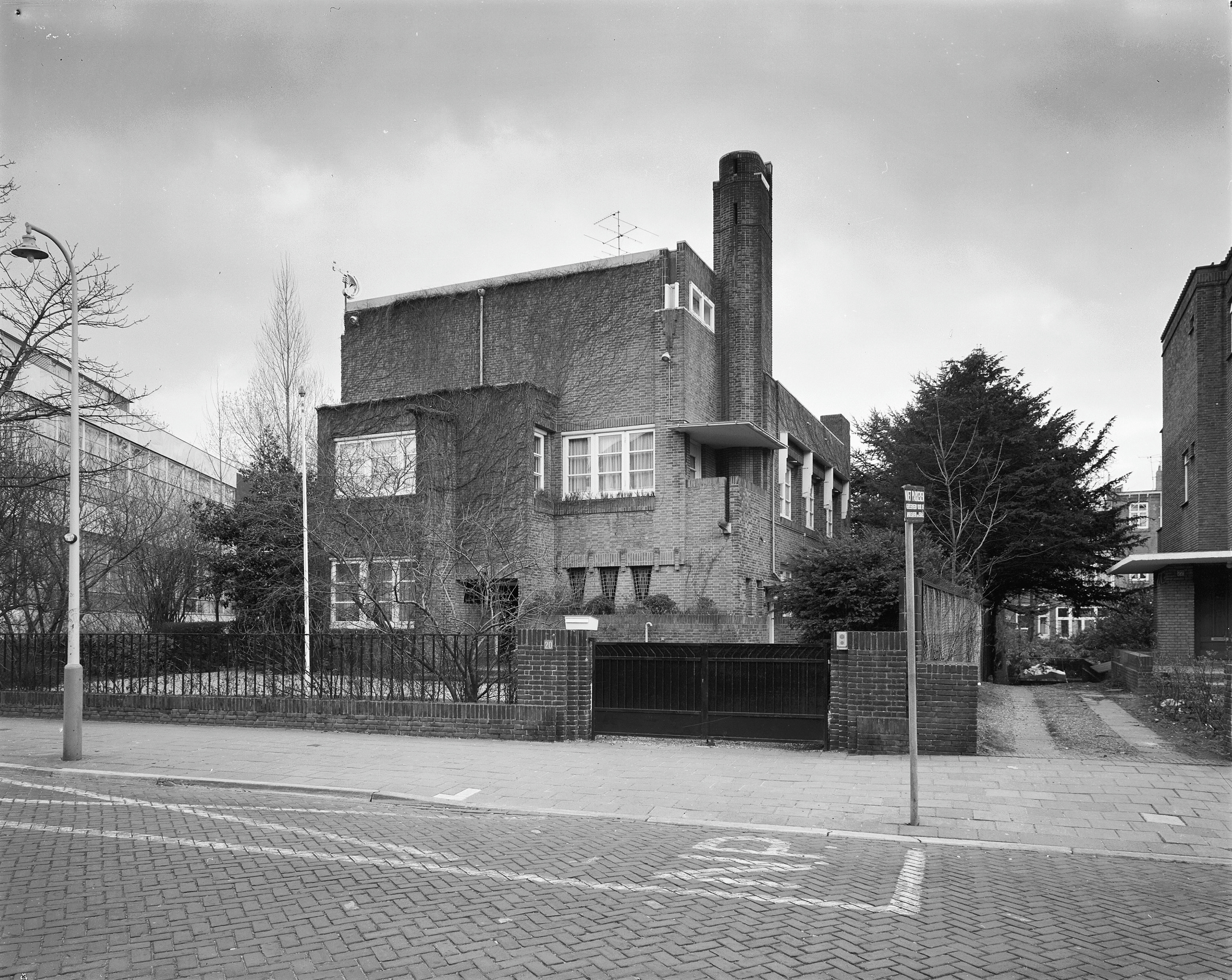
Gogelweg 20, Den Haag
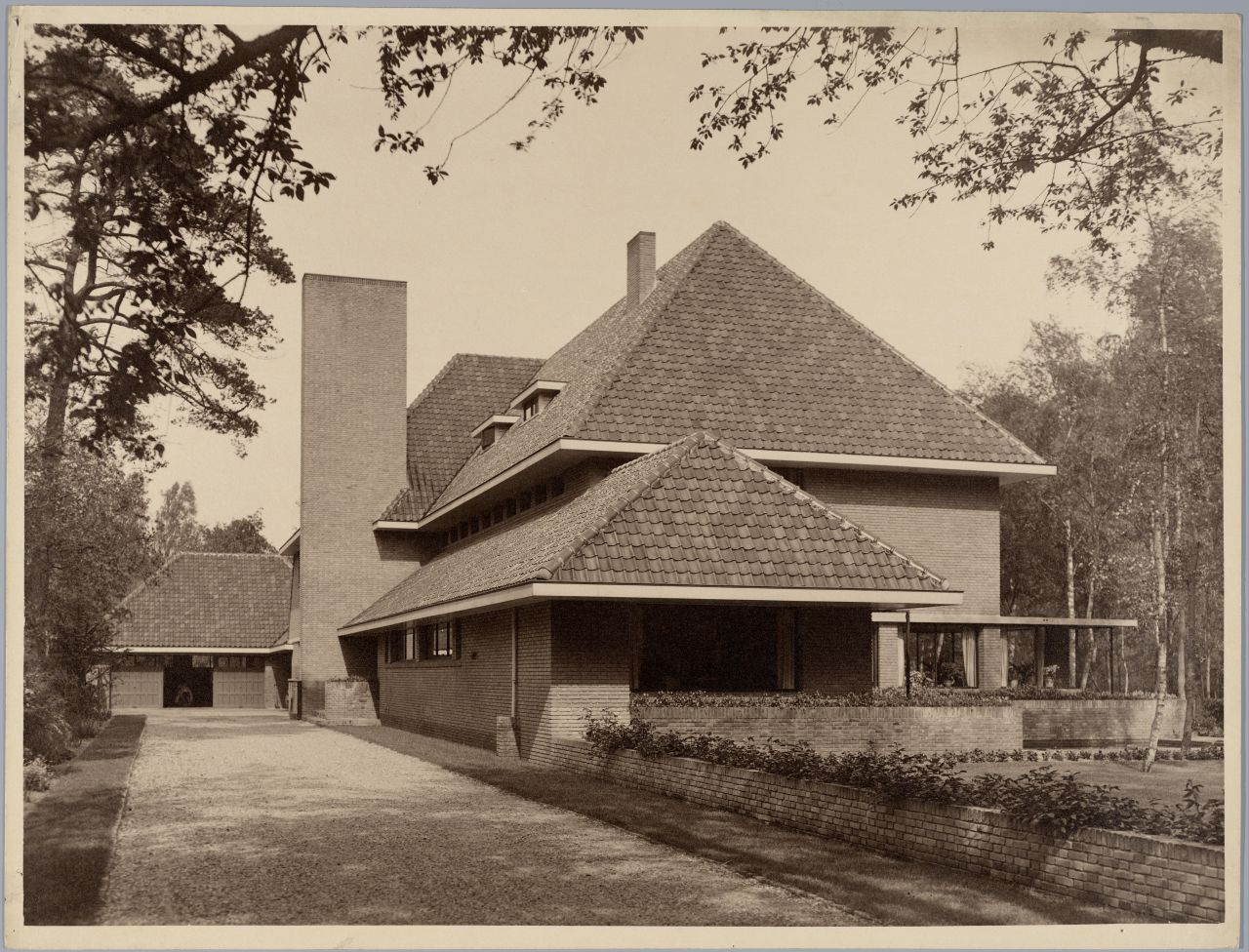
Villa De Luifel, Wassenaar
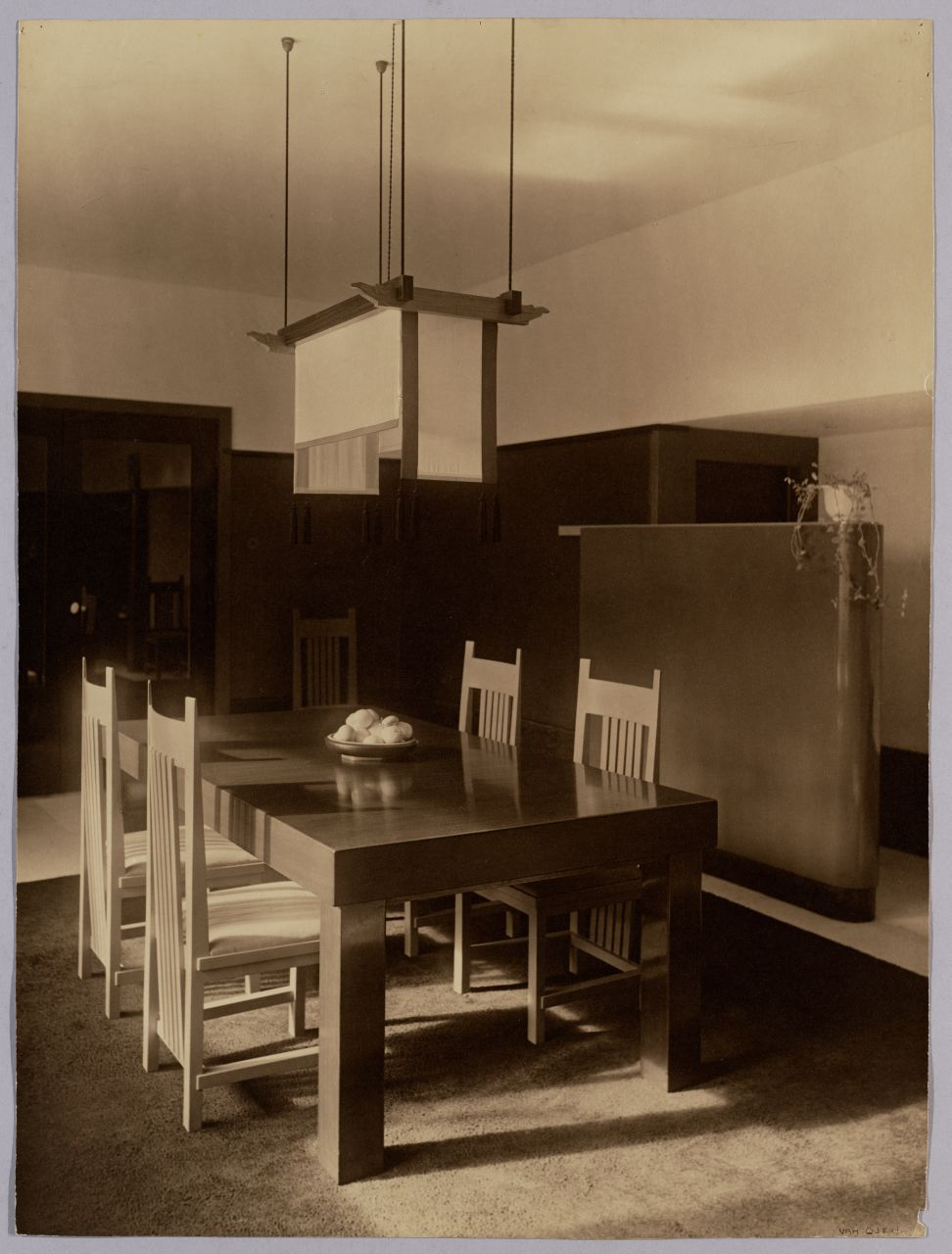
Villa De Luifel, Wassenaar

### Interieurontwerp
Het vroegst bekende interieurontwerp dateert van 1920/1921. Wouda werd door architect Dudok vanaf het begin bij de plannen voor de Villa Sevensteyn aan de Gogelweg te Den Haag betrokken. Het opmerkelijke ontwerp kreeg zowel in binnen- als in buitenlandse pers aandacht. Binnen de Haagse Kunstkring heeft hij onder meer contact met Stijlkunstenaars Jan Wils, Vilmos Huszar en Piet Zwart en met de binnenhuisarchitect Frits Spanjaard.
Thans rekenen we Wouda's opmerkelijke, decoratieve modernistische meubelontwerpen tot de Nederlandse art deco. Wouda werkt bij Pander van 1924 tot 1933 samen met Paul Bromberg (1893-1949), voorheen verbonden aan Metz & Co. Zijn leerling Cor Alons, van 1917 tot 1921 als tekenaar verbonden aan Pander, zal enige jaren een soortgelijke vormgeving voor zijn meubel- en interieurontwerpen hanteren.

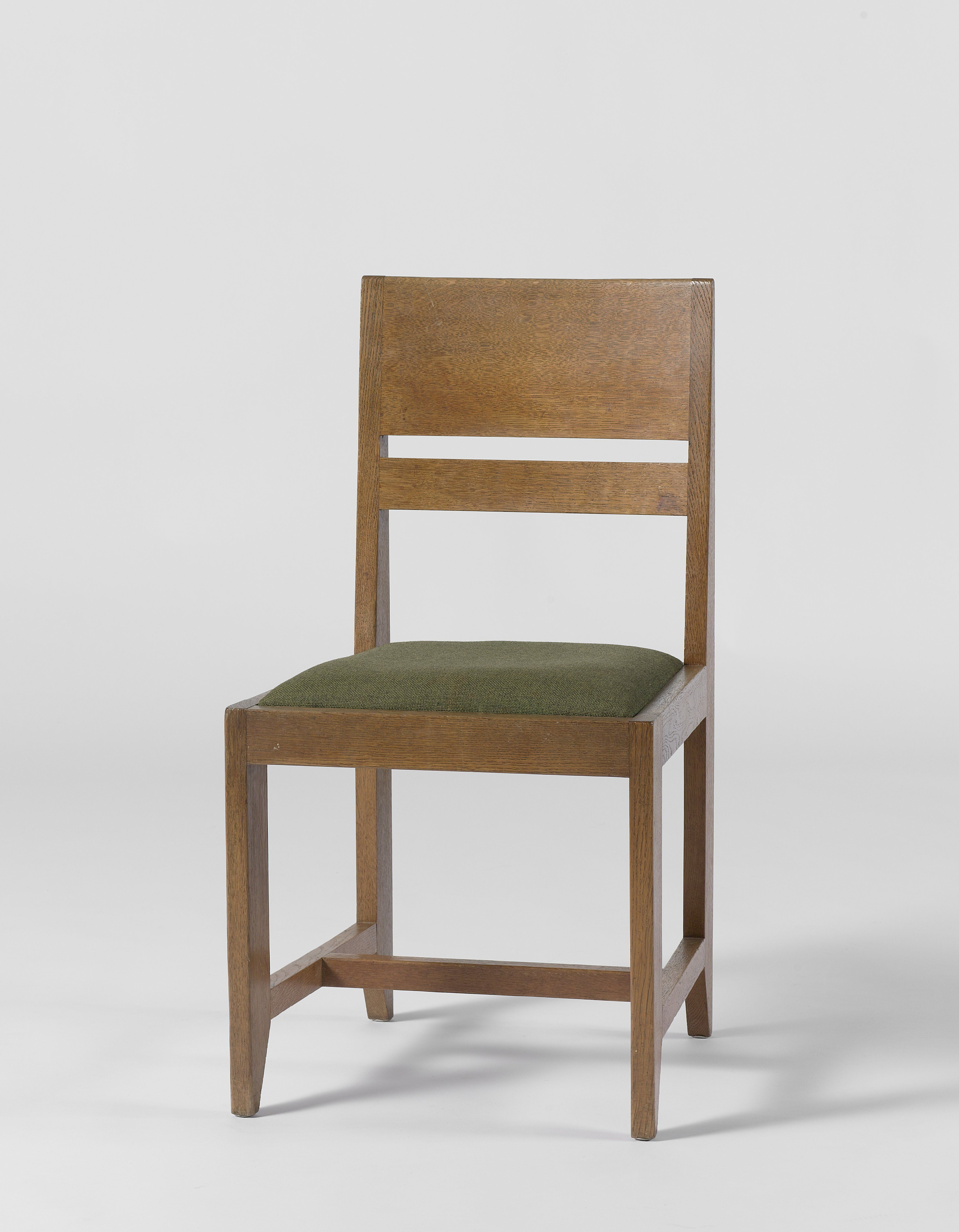
Stoel voor Pander (1924)
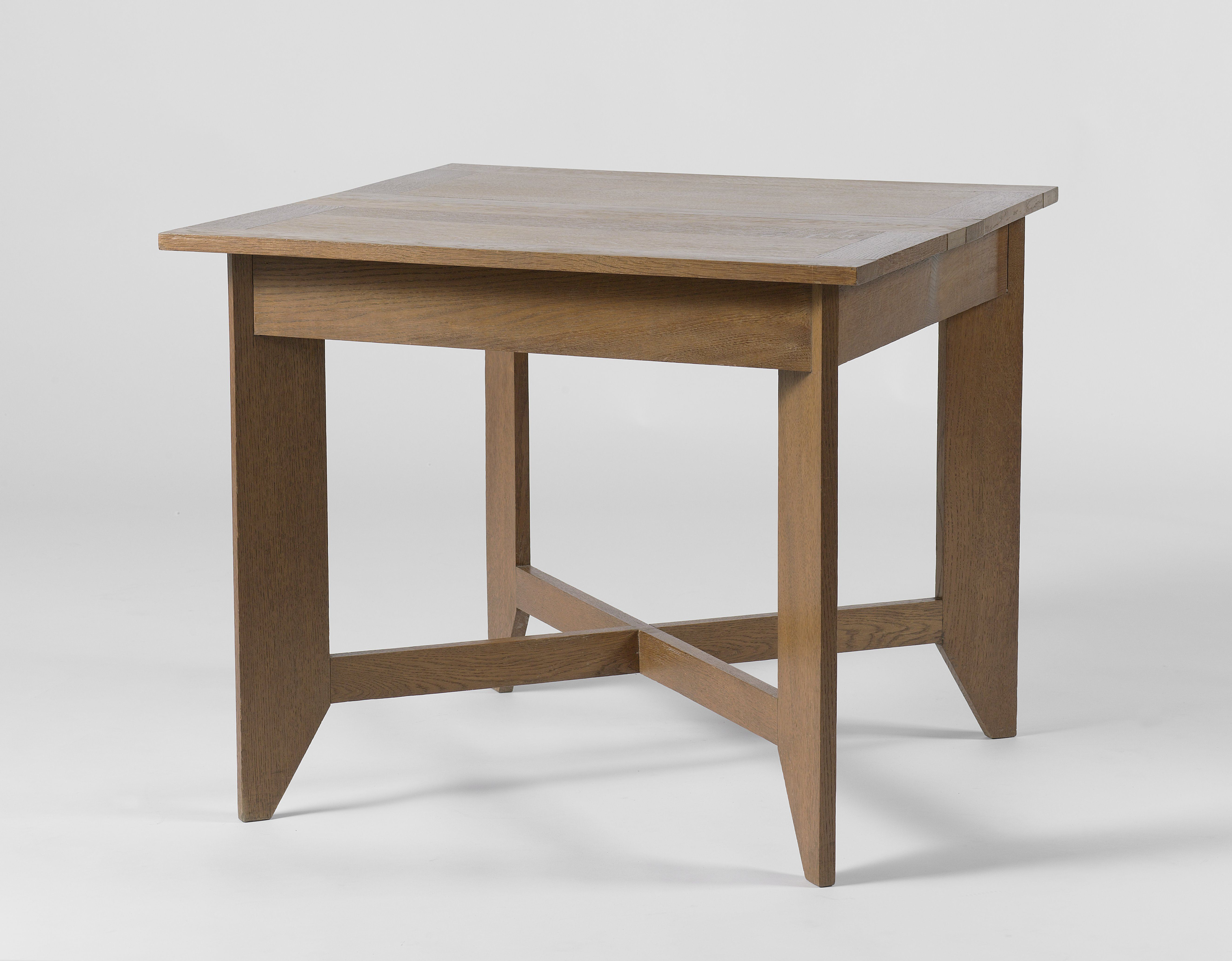
Tafel voor Pander (1924)
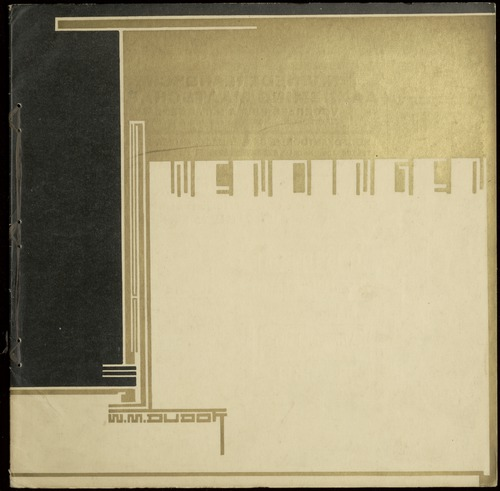
Omslag Wendingen 1928

Wouda exposeert in het interbellum met regelmaat op landelijke Kunstnijverheidstentoonstellingen. In 1925 deed hij mee aan de Exposition International des Art Décoratifs et Industriels in Parijs en toont er in het Nederlandse paviljoen een bureauruimte, waarvoor hij de 'diplôme d'honneur' ontving. Pander is lid van de in 1924 opgerichte Bond voor Kunst in Industrie (BKI) en vanaf 1925 tot 1931 ontwerpt Wouda alle BKI-tentoonstellingen. Klokken, lampen, prullenbakken, spiegels maar ook tapijten getuigen van zijn bijzondere stijl en dragen bij tot het totale ruimtebeeld, het 'gesamtkunstwerk'. Wouda ontwerpt vele representatieve interieurs, waaronder voor De Telegraaf in Amsterdam (directie- en vergaderkamers), vergaderzalen voor De Postraad, de werkkamer voor de minister voor Onderwijs, Kunsten en Wetenschappen, directiekamer voor De Landsdrukkerij en voor Bruynzeels Deurenfabriek te Zaandam, de trouwkamer van het gemeentehuis van Hoek van Holland en enkele luxe hutten voor s.s. Nieuw-Amsterdam, Nederlands grootste passagiersschip (1937). Begin jaren dertig gaat Pander vanwege concurrentie met de goedkopere stalenbuismeubel de zogenaamde 'multi-pro'meubels produceren: seriemeubels naar ontwerp van Wouda en Bromberg geschikt voor multiproductie veelal gebaseerd op de bekende meubelmodellen.

### Verdere ontwerpen
Het grafisch-geometrische karakter dat zijn gehele oeuvre kenmerkt komt vooral sterk tot uitdrukking in zijn typografische ontwerpen. Wouda was onder meer verantwoordelijk voor het beeldmerk van de firma Pander, de belettering van zijn eigen villa 'De Appelhof' te Wassenaar (1930) en hij ontwierp het omslag (n°9-1-1928) van het tijdschrift Wendingen, gewijd aan het werk van zijn goede vriend Dudok. In binnen- en buitenlandse gespecialiseerde tijdschriften en boeken verschijnt zijn werk herhaaldelijk.
Bekend is dat Wouda in 1918/1919 met vakgenoot Jan Wils samenwerkt aan het ontwerp van twee herenhuizen aan het Nassauplein te Alkmaar. Wils publiceert in die tijd in De Stijl, Wendingen en Levende Kunst en geeft duidelijk blijk van vernieuwende gedachten over bouwkunst en inspiratie door het werk van Frank Lloyd Wright, door Berlage in Nederland bekend geworden. Wouda zal in de jaren twintig en dertig verschillende landhuizen ontwerpen en realiseren, vooral in Wassenaar. Een van de meest typerende is Villa De Luifel uit 1923/1924. Foto's van deze villa waren in 1925 te Parijs in het Nederlandse paviljoen te zien. De invloed van de zogenaamde 'prairiehuizen' van Frank Lloyd Wright is duidelijk aanwijsbaar.
In 1927 zal hij samen met M.J. Luthmann (1890-1973) meedoen aan de prijsvraag voor het Volkenbondsgebouw te Génève, ze krijgen een eervolle vermelding. Een jaar later realiseert hij in nauwe samenwerking met H.A. van Anrooy (1885-1964) voor de familie van Dolf Kessler een bijzondere villa op het landgoed Slingerduin te Velsen. Het interieur getuigt van een monumentale, ingetogen sfeer door kleurgebruik op bijzondere wijze vervolmaakt. Voor de N.V. Graanelevator Maatschappij uit Rotterdam bouwt Wouda een groot vakantiecomplex te Ede (1932). De villa Langerdijk te Naaldwijk uit 1934/1935 kreeg veel waardering van het Instituut Stad en Landschap van Zuid-Holland.
In 1933 is ook de firma Pander door de crisis genoodzaakt drastisch te bezuinigen en Wouda wordt na 15-jarig dienstverband als ontwerper opgevolgd door Fer Semey. Bij het overlijden van zijn leermeester Berlage uit hij zijn waardering en schrijft hij in de speciale uitgave van Bouwkundig Weekblad Architectura (1934/51) over zijn betekenis als meubel- en interieurkunstenaar: 'Zijn sterke persoonlijkheid heeft vooral aan hen, die het voorrecht hebben genoten zijn medewerkers te mogen zijn, een hechte basis en een niet genoeg te waarderen steun verschaft in hun verdere loopbaan'.
In 1935 ontwerpt Wouda het interieur van de conferentiekamer voor de Nederlandse afdeling van het Volkenbondsgebouw te Genève. Een enkele keer werkt hij nog voor Pander. Voor Metz & Co. ontwerpt hij enkele meubels welke veelal herinterpretaties zijn van oudere modellen. Deze zijn te zien op exposities in de hoofdvestiging te Amsterdam in 1936 en in 1939 in het filiaal te Den Haag. Wouda's creativiteit op het gebied van meubelontwerpen lijkt te zijn uitgeblust. Op de jubileumtentoonstelling van de Haagse Kunstkring in 1936 toont hij studies voor scheepsarchitectuur. Al in zijn jeugdjaren te Rotterdam tekent Wouda scheepsmodellen, geïnspireerd door zijn stiefvader Meurs die doceert aan de zeevaartschool. Wouda ontwerpt in 1937 het interieur voor de Vlieland II, een postveerboot die van 1938 tot 1962 dienstdoet tussen Vlieland en Harlingen.
In 1946 realiseert hij een monument ter nagedachtenis aan oorlogsslachtoffers. Kort daarna overlijdt hij op 61-jarige leeftijd. Zijn archiefmateriaal is door de Tweede Wereldoorlog voor een groot deel verloren. Het archief van de firma H. Pander & Zonen is in verband met het faillissement in 1985 geveild bij veilinghuis Van Stockum; een groot deel hiervan is toen helaas niet in Nederland kunnen blijven. Over tal van grote opdrachten, zowel voor de overheid als voor bedrijven en particulieren, is spijtig genoeg weinig documentatie bewaard gebleven.
Door een monografie, geschreven door kunsthistorica Monique Teunissen in samenwerking met architect Albert Veldhuisen en een door hen georganiseerde expositie in het Centraal Museum te Utrecht is Wouda's opmerkelijke werk in 1989 weer in het daglicht komen te staan: Wouda blijkt in het interbellum tot de meest vooraanstaande Nederlandse ontwerpers te hebben behoord.

## Bekende werken
- 1920 / 1921: interieur villa Sevensteyn te Den Haag i.s.m. W.M. Dudok
- 1921: exposeert samen met Gerrit Rietveld, H.P. Berlage, Sybold van Ravesteyn en Frits Spanjaard op een kunstnijverheidstentoonstelling in de Buitensociëteit te Zwolle
- 1924: tentoonstelling Moderne Binnenhuiskunst (modelwoning) in pand Papaverhof 12, tuinstadswijk 'Daal en Berg' te Den Haag
- 1924: villa " De Luifel " , Wilhelminalaan 3, Wassenaar voor de familie G.C.A. Meurs
- 1925: deelname aan de grote 'Exposition Internationale des Arts Décoratis et Industriels' te Parijs
- 1927 / 1929: interieurs voor gebouw De Telegraaf, Nieuwezijds Voorburgwal Amsterdam i.s.m. Jan Frederik Staal en Gerrit Langhout
- 1927 / 1928: deelname prijsvraag Volkenbondsgebouw Génève i.s.m. M.J. Luthmann (geëxposeerd in het Stedelijk Museum Amsterdam van 21 jan. - 5 febr. 1928)
- 1928: villa " De Luifel " van der Oudermeulenlaan 4 te Wassenaar, aangehaald door N. Pevsner in 1939 als een van de opvallendste voorbeelden van de invloed van Frank Lloyd Wright in Europa, gemaakt voor de heer C.F.M. van Berkel
- 1928: inrichting paviljoen voor kunstnijverheid (V.A.N.K.) op de Nenijto-tentoonstelling te Rotterdam (paviljoen naar ontwerp van architect C.B. van der Tak)
- 1928: grafisch ontwerp voor de omslag van Wendingen n°1 (over werk van Willem Dudok)
- 1928 / 1929: in- en exterieur van Villa Kessler, Landgoed Slingerduin te Velsen, i.s.m. H.A. van Anrooy
- 1930: villa " De Appelhof " Berkenlaan 7, Wassenaar, ( eigen woonhuis architect )
- 1930: villa, Vijverweg 11, Wassenaar, voor de familie Mayer-Wolf
- 1930: villa, Laan van Hoogwolde 1 , Wassenaar
- 1932: complex vakantiewoningen voor de N.V. Graanelevator Maatschappij (Rotterdam), Ede
- 1936: villa, Bremhorstlaan 2, Wassenaar
- 1937: interieurs voor het luxe passagiersschip Nieuw-Amsterdam.
- 1942: renovatie interieur van motorzeilklipper 'Noord-Holland' (in 1915 gebouwd als directievaartuig voor Rijkswaterstaat)
- 1946: Monument voor oorlogsslachtoffers voor 'De Nederlanden van 1845' op de Groenhovenstraat te Den Haag (inmiddels gesloopt)

- Biografisch Portaal: 24532566
- Gemeinsame Normdatei: 118926047
- International Standard Name Identifier: 0000 0000 1050 5839
- Nederlandse Thesaurus van Auteursnamen: 074487809
- RKD-Nederlands Instituut voor Kunstgeschiedenis: 85626
- Union List of Artist Names: 500328279
- Virtual International Authority File: 67264653
- WorldCat: E39PBJhCB6vVrKhVDFyPG7gh73